# Sluten kommunion
Sluten kommunion, slutet nattvardsbord, innebär att bara de som är medlemmar i en viss kyrka får ta emot nattvarden. Medlemmar i andra kyrkor får endast ta emot nattvarden i en viss kyrka om de båda kyrkorna står i kyrkogemenskap med varandra. Vanligen krävs en viss förberedelse innan man får ta emot nattvarden. Det är alltså inte fritt fram för vem som helst att ta emot nattvarden.
Kyrkor som tillämpar slutet nattvardsbord är till exempel Katolska kyrkan, de ortodoxa kyrkorna samt konservativa lutherska kyrkor som Wisconsinsynoden och Missourisynoden.
Motsatsen till slutet nattvardsbord är öppet nattvardsbord (öppen kommunion) som numera tillämpas i de flesta kristna kyrkor utanför den Katolska kyrkan och de ortodoxa kyrkorna. Vid påvens Sverigebesök allhelgonadagen 2016 tillämpades dock öppet nattvardsbord, enligt uppgifter i tidningen Dagen. I början av 1900-talet var åsiktsskillnader i denna fråga den formella orsaken bakom Svenska Baptistsamfundets beslut att utesluta Filadelfiaförsamlingen i Stockholm, något som gav upphov till den svenska pingströrelsen. Den svenska pingströrelsen har sedan starten tillämpat öppet nattvardsbord.